# Жозеф Теллечеа
Жозеф Теллечеа (фр. Joseph Tellechéa, 27 листопада 1926, Дрансі — 16 грудня 2015, Монферран-ле-Шато) — французький футболіст, що грав на позиції півзахисника, зокрема за «Сошо» та національну збірну Франції.

## Клубна кар'єра
У дорослому футболі дебютував 1945 року виступами за команду «Сошо», в якій провів шістнадцять сезонів, взявши участь у 409 матчах чемпіонату.  Більшість часу, проведеного у складі «Сошо», був основним гравцем команди.
Протягом 1961—1963 років захищав кольори «Безансона», а завершував ігрову кар'єру у «Луан-Кюїзо», за який виступав протягом 1963—1964 років.

## Виступи за збірну
1955 року дебютував в офіційних матчах у складі національної збірної Франції. Протягом наступних п'яти років провів загалом у її формі три матчі, забивши один гол.
Помер 16 грудня 2015 року на 90-му році життя в Монферран-ле-Шато.
| Дата       | Місто    | Господарі | Результат | Гості   | Турнір           | Голи | Примітки |
| ---------- | -------- | --------- | --------- | ------- | ---------------- | ---- | -------- |
| 25-12-1955 | Брюссель | Бельгія   | 2 – 1     | Франція | товариський матч | -    |          |
| 21-10-1956 | Коломб   | Франція   | 2 – 1     | СРСР    | товариський матч | 1    |          |
| 1-3-1959   | Коломб   | Франція   | 2 – 2     | Бельгія | товариський матч | -    |          |
| Усього     |          | Матчів    | 3         |         | Голів            | 1    |          |